# 顾欣
顾欣（1956年1月—），江苏苏州人，中华人民共和国音乐家、男高音。

## 生平
1983年9月加入中国民主同盟，曾任民盟中央常委、江苏省委副主委、江苏省文化厅副厅长、中国音乐家协会副主席、中国东方演艺集团有限公司董事长、总经理等职。是第十届、十一届、十二届全国政协委员，2015年8月被撤销政协第十二届全国委员会委员资格。
曾荣获第二届全国青年歌手电视大奖赛专业组美声唱法第一名、首届由文化部颁发的“文华奖”、第9届中国戏剧梅花奖等殊荣。
他是中国艺术研究院博士生导师、南京艺术学院硕士生导师，以及南京大学、东南大学兼职教授，终身政府特殊津贴享受者。
2015年7月顾欣因涉嫌严重违纪违法，正接受调查。